# Des barbelés dans ma mémoire

En 1969, Alain Stanké a écrit son œuvre classique, Des barbelés dans ma mémoire.
L’histoire se situe en Lituanie lors de la Seconde Guerre mondiale et raconte des faits vécus par l’auteur: un soir de juin 1940, un jeune garçon de six ans et sa famille sont chassés de leur maison par des soldats russes qui ont envahi leur pays. Le jeune Aloysas et sa famille doivent donc quitter leur pays pour se réfugier en Allemagne. Ils sont forcés de travailler extrêmement fort dans un camp de travail allemand et sont privés de nourriture. Ils sont finalement libérés par les soldats américains quand Aloisas atteint l’âge de 11 ans.
Tout au long du roman, Aloysas assiste à plusieurs scènes horrifiantes, comme le massacre de prisonniers et la mort de son meilleur ami, brûlé vivant.